# Wólka Piotrowska
Wólka Piotrowska [ˈvulka pjɔˈtrɔfska] est un village polonais de la gmina de Rajgród dans le powiat de Grajewo et dans la voïvodie de Podlachie. Il se situe à environ 10 kilomètres au sud-ouest de Rajgród, à 9 kilomètres au nord-est de Grajewo et à 75 kilomètres au nord-ouest de Białystok. 